# Індійський національний конгрес
Інді́йський націона́льний конгре́с (англ. Indian National Congress-I, INC) — одна з головних політичних партій Індії.

## Історія
Партія була заснована в Мумбаї у 1885 році Дахабаджаєм Наороджі, Даністав Едулжді Вача, Вовешем Чандрою Бонерджі, Сурентранатхом Бонерджі, Мономхуном Ґхосе, Алланом Октавіаном Юмом та Вільямом Веддербурном і незабаром стала лідером руху за незалежність Індії. Спочатку це була партія багатих прошарків суспільства з англійською освітою, що намагалася реалізувати дрібні реформи будучи лояльними до англійського колоніального управління. Наприклад, вони вимагали «індіанізації», тобто впровадження більшої кількості індусів в управління. Мусульмани не отримували англійської освіти і трималися осторонь цієї організації
Партія нараховувала 15 млн. членів та понад 70 млн. прибічників у боротьбі за незалежність. Після здобуття Індією незалежності в 1947 році, партія стала однією з головних політичних сил країни. Лише в останні десятиліття її становище стало хитким. В 14-му (2004—2009) складі Лок Сабха, (нижня палата парламенту) партія має 145 представників з 545 і є найбільшою фракцією. Сьогодні партія є головним членом коаліції Об'єднаний прогресивний альянс.